# Ахтар, Гульраиз
Гульраиз Ахтар (англ. Gulraiz Akhtar, 2 февраля 1943, Равалпинди, Британская Индия — 1 ноября 2021) — пакистанский хоккеист (хоккей на траве), полузащитник. Олимпийский чемпион 1968 года.

## Биография
Гульраиз Ахтар родился 2 февраля 1943 года в индийском городе Равалпинди (сейчас в Пакистане).
В 1968 году вошёл в состав сборной Пакистана по хоккею на траве на Олимпийских играх в Мехико и завоевал золотую медаль. Играл на позиции полузащитника, провёл 9 матчей, забил 1 мяч в ворота сборной Малайзии.
В 1970 году в составе сборной Пакистана завоевал золотую медаль хоккейного турнира летних Азиатских игр в Бангкоке.
В 1972 году вошёл в состав сборной Пакистана по хоккею на траве на Олимпийских играх в Мюнхене и завоевал серебряную медаль. Играл на позиции полузащитника, провёл 5 матчей, мячей не забивал.
В 1966—1973 годах провёл за сборную Пакистана 60 матчей, забил 2 мяча.
Работал на таможне. После выхода на пенсию периодически писал в газетах и журналах о хоккее на траве.
Умер 1 ноября 2021 года.

## Семья
Родился в семье адвоката Мухаммеда Амина и Амины. Был средним среди трёх братьев и четырёх сестёр. Другом семьи был известный пакистанский хоккеист, олимпийский чемпион Насир Бунда. Жена Чанд Парвин занимает должность в Спортивном совете Пенджаба.
Все трое братьев — Джавед, Первез и Гульраиз — играли в хоккей на траве. Первез Ахтар также выступал за сборную Пакистана.